# بروس درايفر
بروس درايفر هو لاعب هوكي الجليد كندي، ولد في 29 أبريل 1962 في تورونتو في كندا.

## وصلات خارجية
- بروس درايفر على موقع دوري الهوكي الوطني (الإنجليزية)
- بروس درايفر على موقع EliteProspects.com (الإنجليزية)
- بروس درايفر على موقع HockeyDB.com (الإنجليزية)
- بروس درايفر على موقع Hockey-Reference.com (الإنجليزية)
- بروس درايفر على موقع أوليمبيديا (الإنجليزية)